# John Wall (homme politique canadien)
Pour les articles homonymes, voir John Wall (homonymie) et Wall.
John Wall  (13 mars 1938-22 avril 2010) est un éducateur et un homme politique provincial canadien de la Saskatchewan. Il représente la circonscription de Swift Current à titre de député du Nouveau Parti démocratique de 1995 à 1999.

## Biographie
Né à Swift Current en Saskatchewan, Penner obtient un baccalauréat en éducation de l'Université de la Saskatchewan en 1968. Enseignant à l'école primaire de 1957 à 1967, il devient directeur junior jusqu'à sa retraite en 1988.
Élu en 1995, il est défait en 1999 par Brad Wall, dont il n'y a aucun lien familial et qui deviendra premier ministre de la province en 2007.